# Massacre à la tronçonneuse (film, 2022)
Pour les articles homonymes, voir Massacre à la tronçonneuse.
Série Massacre à la tronçonneuse
Leatherface
(2017)
Pour plus de détails, voir Fiche technique et Distribution.
Massacre à la tronçonneuse ou Massacre à la scie au Québec (Texas Chainsaw Massacre) est un film d'horreur slasher américain réalisé par David Blue Garcia, sorti en 2022.
Le film met en scène Melody, Lila, Dante et Ruth, de jeunes entrepreneurs, qui se rendent dans la ville abandonnée de Harlow, au Texas, pour vendre aux enchères de vieilles propriétés afin de créer un quartier branché et fortement embourgeoisé. Ils ne le savent pas encore, mais ils vont croiser la route de Leatherface, l'impitoyable tueur à la tronçonneuse, qui veut assouvir sa soif de sang. Pour le mettre hors d'état de nuire, ils vont devoir compter sur une personne qui lui a échappé autrefois, une personne répondant au nom de Sally Hardesty.
Il s'agit du neuvième film de la franchise du même nom, présenté comme la suite directe du premier film homonyme sorti en 1974, en ignorant ainsi les films suivants.

## Synopsis
Près de 50 ans après la folie meurtrière de Leatherface en 1973, les jeunes entrepreneurs Melody et Dante, la sœur de Melody, Lyla, et la petite amie de Dante, Ruth, se rendent dans la ville abandonnée de Harlow, au Texas, pour vendre aux enchères de vieilles propriétés afin de créer un quartier branché et fortement embourgeoisé. En inspectant un orphelinat délabré, le groupe découvre qu’il est toujours occupé par une femme âgée appelée Mme Ginny McCumber. Lorsqu’elle prétend être en possession de papiers pour prouver qu’elle est toujours propriétaire des lieux, une dispute éclate, brièvement interrompue par un homme silencieux et de carrure imposante, les regardant depuis l'étage. Ginny s’effondre alors d’une crise cardiaque et est transportée d’urgence à l’hôpital, accompagnée de Ruth et de l’homme silencieux.
Un investisseur, Catherine, ainsi qu’un groupe d’acheteurs potentiels arrivent à Harlow dans un grand bus, distrayant Melody et Dante. Pendant ce temps, Lyla se lie d’amitié avec un mécanicien local, Richter, et révèle qu’elle était une survivante d’une fusillade dans une école, la laissant terrifiée par les armes à feu. Ginny meurt en route vers l’hôpital; Ruth envoie un texto à Melody avant que l’homme ne devienne fou et assassine brutalement les officiers qui conduisaient l’ambulance, la conduisant à s’écraser. Quand Ruth se réveille, elle voit l’homme, qui se révèle être Leatherface, couper le visage de Ginny pour le porter comme masque. Ruth parvient à demander de l’aide par radio avant d’être tuée par Leatherface, qui retourne ensuite à Harlow.
Lors d’une vente aux enchères, Melody lit les textes de Ruth et se prépare à partir avec Lyla. Richter les entend parler de la mort de Ginny et confisque leurs clés, acceptant de les rendre une fois qu’ils auront fourni la preuve qu’ils ont légitimement retiré Ginny de sa maison. Melody et Dante retournent à l’orphelinat pour les retrouver. Pendant ce temps, Sally Hardesty, la seule survivante de la précédente tuerie de Leatherface, et maintenant devenue une Ranger endurci au combat qui a attendu toute sa vie de pouvoir retrouver Leatherface, apprend l’attaque de Ruth et part enquêter. À l’orphelinat, Melody découvre les papiers et se rend compte que Ginny a été expulsée à tort. Leatherface arrive à l’orphelinat et attaque Dante, le mutilant. Melody se cache alors que Leatherface récupère sa tronçonneuse dans sa chambre.
Une tempête de pluie frappe Harlow à la tombée de la nuit, et Catherine et Lyla se mettent à l’abri dans le bus avec les acheteurs. Dante, agonisant et affreusement mutilé parvient alors à s'échapper hors de l’orphelinat où il est découvert par Richter avant de mourir. Richter entre dans l’orphelinat et est attaqué et tué par Leatherface. Melody récupère les clés de la voiture et du bus de son corps avant de s’enfuir de la maison, retrouvant Lyla. Ils montent dans le bus, poursuivis par Leatherface qui commence à y massacrer toutes les personnes à bord, y compris Catherine. Melody et Lila échappent au carnage et rencontrent Sally qui les enferme dans sa camionnette avant d’entrer dans l’orphelinat pour finalement affronter Leatherface. Elle le tient sous la menace d’une arme, exigeant qu’il se souvienne de la douleur qu’il lui a infligée, à elle et à ses amis, mais n’est accueillie que par le silence avant que Leatherface ne s’éloigne. Leatherface attaque alors les sœurs dans la voiture de Sally mais elles sont sauvées par Sally qui lui tire dessus. Sally donne à Melody les clés pour s’éloigner avant de poursuivre Leatherface.
Leatherface tend une embuscade et blesse mortellement Sally. Melody frappe Leatherface avec la voiture de Sally avant de s’écraser dans un bâtiment voisin. Melody est piégée mais ordonne à Lyla de s’enfuir. Lorsque Leatherface apparaît, Melody s’excuse pour ce qu’ils ont fait à Ginny. Alors qu’il s'apprête à l'attaquer, Lyla tente de lui tirer dessus, mais son arme est vide. Sally lui tire dessus à la place et le tueur s’enfuit. Avant de mourir, elle encourage Lyla à ne pas fuir car où qu'elle aille, où qu'elle se cache, elle sera à jamais hantée par lui. Lila prend alors le fusil de chasse de Sally et poursuit Leatherface dans un bâtiment abandonné où elle y est prise en embuscade et attaquée. Melody arrive et prend la tronçonneuse de Leatherface avant de l’utiliser pour l’uppercuter, le frappant dans une mare d’eau où il s’enfonce au fond. Les deux sœurs s’échappent et Lila trouve le chapeau de Sally qu'elle met sur la tête avant d'entamer le trajet pour renter chez elles...
Cependant, Leatherface, surgi, toujours en vie, et traîne Melody hors de la voiture avant de la décapiter avec sa tronçonneuse. Une Lyla horrifiée et en larmes regarde la voiture autonome la sortir de Harlow sans qu'elle puisse apparemment intervenir. Leatherface danse dans la rue avec sa tronçonneuse et la tête de Melody dans la main.
Une scène post-générique montre Leatherface se dirigeant, tronçonneuse à la main, vers la maison où son premier massacre a eu lieu, laissant présager une suite au film.

## Fiche technique
Sauf indication contraire, les informations mentionnées dans cette section peuvent être confirmées par la base de données cinématographiques IMDb,  présente dans la section « Liens externes ».
- Titre original : Texas Chainsaw Massacre
- Titre français : Massacre à la tronçonneuse
- Titre québécois : Massacre à la scie
- Réalisation : David Blue Garcia
- Scénario : Chris Thomas Devlin, d'après une histoire de Fede Álvarez et Rodo Sayagues, d'après les personnages créés par Kim Henkel et Tobe Hooper
- Musique : Colin Stetson
- Décors :  Michael Perry
- Costumes : Olga Mekikchieva
- Photographie : Ricardo Diaz
- Montage : Christopher S. Capp
- Production : Fede Álvarez, Pat Cassidy, Herbert W. Gains, Ian Henkel et Kim Henkel
- Production déléguée : Jay Ashenfelter et Shintaro Shimosawa
- Coproduction : Rodo Sayagues
- Sociétés de production : Bad Hombre, Exurbia Films et Legendary Pictures
- Sociétés de distribution : Netflix
- Budget : n/a
- Pays de production :  États-Unis
- Langue originale : anglais
- Format : couleur
- Genre : horreur type slasher
- Durée : 83 minutes
- Date de sortie[1] : Monde : 18 février 2022 (Netflix)
- Classification :
  - États-Unis : R  (interdit aux moins de 17 ans )
  - France : 18+ (Recommandé à partir de 18 ans)

## Distribution
- Sarah Yarkin (VF : Alexia Papineschi) : Melody
- Elsie Fisher (VF : Camille Gondard) : Lyla
- Mark Burnham : Leatherface
- Olwen Fouéré (VF : Eve Lorach) : Sally Hardesty[2]
- Alice Krige (VF : Natacha Muller) : Mme McCumber
- Jacob Latimore (VF : Diouc Koma) : Dante
- Jessica Allain (VF : Esthèle Dumand) : Catherine
- Moe Dunford (VF : Laurent Maurel) : Richter
- Nell Hudson (VF : Eve Reinquin) : Ruth
- Sam Douglas : Herb
- William Hope (VF : Patrick Messe) : shérif Hathaway
- Jolyon Coy : un policier
- John Larroquette (VF : Yves Buchin) : le narrateur

## Production

### Genèse et développement
Durant le développement du huitième film, la préquelle Leatherface (2017), les producteurs possédant les droits de la franchise ambitionnent de faire cinq autres films.
En avril 2015, la productrice Christa Campbell précise cependant que le futur de la saga dépend des résultats au box-office de Leatherface,.
En décembre 2017, Lionsgate et Millennium Films perdent les droits de la franchise.
En août 2018, Legendary Pictures tente d'acquérir les droits et envisage des productions pour la télévision et le cinéma,.
Fin 2019, Fede Álvarez rejoint le projet comme producteur,. Chris Thomas Devlin est ensuite engagé comme scénariste.
En février 2020, les frères Ryan et Andy Tohill sont annoncés à la réalisation. Il est alors précisé que le film serait une suite directe du premier film sorti en 1974, ignorant les évènements des sept autres films. L'idée est de présenter un Leatherface âgé d'une soixantaine d'années, à l'image de ce qu'a fait Blumhouse Productions avec la franchise Halloween,,.

### Attribution des rôles
En octobre 2020, Elsie Fisher, Sarah Yarkin, Moe Dunford, Alice Krige, Jacob Latimore, Nell Hudson, Jessica Allain, Sam Douglas, William Hope ou encore Jolyon Coy sont annoncés.
En mars 2021, Mark Burnham est choisi pour incarner Leatherface, remplaçant ainsi Gunnar Hansen, alors qu'Olwen Fouéré reprend le rôle de Sally Hardesty, tenu par Marilyn Burns dans le film de 1974,.

### Tournage
Le tournage débute le 17 août 2020, en Bulgarie. Non satisfait par les rushes, le studio renvoie les réalisateurs Ryan et Andy Tohill. David Blue Garcia est choisi pour les remplacer. Il reprend le film à zéro et n'utilise aucune scène tournée par les frères Tohill.

## Accueil

### Sortie
En octobre 2020, Legendary Pictures lance le site web officiel du film. La page inclut un poster et une offre limitée avec une carte proposant des contenus téléchargeables pour les jeux vidéo Call of Duty: Warzone et Call of Duty: Modern Warfare. Le site annonce par ailleurs une sortie dans les salles courant 2021. Cependant, en août 2021, il est annoncé que la sortie au cinéma est annulée au profit d'une diffusion sur Netflix. Le film sort finalement le 18 février 2022 sur Netflix en France.

## Possibilité de suite
En février 2022, on apprend que le réalisateur a déclaré qu'il serait « favorable de faire une suite au film, mais que pour l'instant, ce n'était pas à l'ordre du jour ; tout dépendra de la réussite du film sur Netflix ».